# Öömrang Hüs

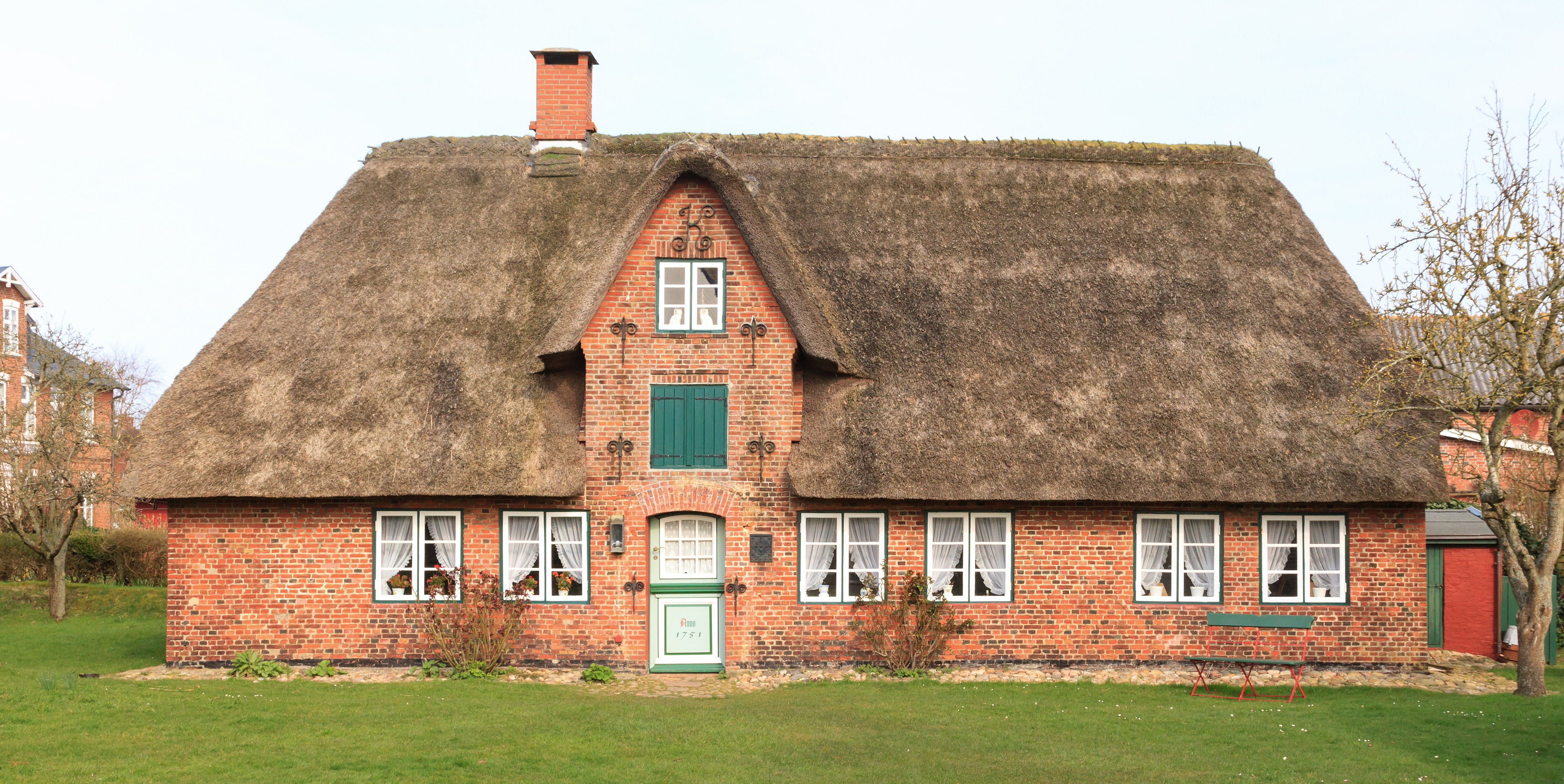
Das Öömrang Hüs in Nebel

Das Öömrang Hüs (Öömrang für: Amrumer Haus) ist ein denkmalgeschütztes Gebäude in Nebel auf der Insel Amrum (Kreis Nordfriesland, Schleswig-Holstein). Es hat die Adresse Waaswai 1.
Das genaue Baujahr des reetgedeckten Kapitänshauses (Uthländisches Haus) ist unklar. Es wird mit etwa 1683 angegeben. Das Haus gehört dem 1974 gegründeten Heimat- und Kulturverein Öömrang Ferian und dient heute als Archiv und Museum. Im Wohnteil des Gebäudes können mehrere Räume besichtigt werden, die zeigen sollen, „wie die Amrumer früher lebten“. In der originalgetreu eingerichteten Küche, der Wohnstube  und weiteren Räumen wird die Wohnkultur vergangener Tage gezeigt. In der Wohnstube (a Dörnsk) steht ein Bilegger-Ofen von 1681 vor einer gefliesten Wand mit dem Tableau eines Schmackschiffes, dessen Kapitän einst Besitzer des Hauses war. Das Zimmer wird deshalb auch Kapitänsstube genannt. Die beiden kurzen Alkovenbetten zeigen, dass die ehemaligen Bewohner in dem Zimmer auch schliefen. Heute steht der Raum Paaren auch für standesamtliche Trauungen offen.
Neben der Dauerausstellung gibt es in weiteren Räumen Wechselausstellungen. Öffnungszeiten laut aktuellem Aushang. Der Eintritt ist frei, um Spenden für die Erhaltung des Hauses und für die Arbeit des Vereins wird gebeten.